# 波圖什
49°1′27″N 28°38′51″E / 49.02417°N 28.64750°E
波圖什（烏克蘭語：Потуш），是烏克蘭的村落，位於該國西南部文尼察州，由文尼察區負責管轄，始建於1100年，面積1.66平方公里，海拔高度242米，2001年人口125。